# Eilean Dubh, Loch Craignish
Eilean Dubh är en obebodd ö i Loch Craignish, Argyll and Bute, Skottland. Ön är belägen 2,5 km från Ardfern.